# Мутазилиты
Мутазили́ты (араб. المعتزلة‎, му‘тазила — «обособившиеся, отделившиеся, удалившиеся»; самоназвание) — рациональная исламская теологическая группа, возникшая в Басре и Багдаде. В истории люди, называемые Муктазилами, впервые появились в начале исламской истории в споре о лидерстве Али ибн Абу Талиба в мусульманской общине после убийства Усман ибн Аффана, третьего халифа Праведный халифат, в 656 году. Группа, которая не поддерживала и не осуждала Али, Аишу или Муавию в Первой фитне, но занимала нейтральную политическую позицию, называлась Мутазилами.
Между тем, теологическая мутазилия была впервые учреждена табиином по имени Василь ибн Ата (умер: 131 г. по хиджре) и Амр ибн Убайд (умер: 144 г. по хиджре). Это началось с действия Василя бин Аты по отделению «итазала» от своего учителя, а именно Хасан аль-Басри, из-за разногласий. Поэтому последователей Василя ибн Аты называли Мутазилами «Множественное число от Итазала». Кроме того, эту группу также называют Ахль ат-Таухид ва аль-Адль (اهل التوحيد و العدل) «экспертами монотеизма и справедливости». Из-за акцента на монотеизме и справедливости Аллаха, содержащихся в пяти основных принципах Муктазилиты «аль-ушуль аль-хамса».
Муктазилиты также известны развитием формы исламского рационализма. Они известны тем, что отдают приоритет роли разума в интерпретации религиозных текстов, таких как Коран и хадисы. Это привело к тому, что многие мысли Муктазила были отвергнуты суннитскими улемами из кругов Ашари, Матуриди и Захири, поскольку методы и взгляды Муктазилита имели тенденцию быть философскими и рациональными, особенно в дискуссиях, касающихся создания Корана, вопросов судьбы и справедливость. Напротив, Муктазила выступал против светских форм рационализма, но считал, что человеческий интеллект и разум позволяют человеку понимать религиозные моральные принципы и придерживаться их, и считал, что добро и зло - это категории, которые можно определить с помощью здравого смысла.

## История
Недовольные политикой Омейядов, в VIII веке некоторые факихи, исламские богословы, отделились от официального вероубеждения и образовали секту кадаритов, основой которой стало признание свободы воли у человека. Вскоре, выработав общие положения своего учения, они стали именоваться мутазилитами. Помимо идеи свободы воли они выработали принцип, согласно которому разум являлся критерием веры, добра и справедливости: «хорошо не потому, что так повелел Аллах, — Аллах повелел так, потому что это хорошо». Также они возродили интерес к греческой философии в арабском мире. Усилиями мутазилитов на арабский были переведены труды Платона и Аристотеля, чьи идеи также легли в основу учения мутазилитов.
В 739 году н. э. мутазилиты с сочувствием отнеслись к восстанию Зейда ибн Али, за что подверглись гонениям. В 744 году приняли участие в дворцовом перевороте, в результате которого к власти пришёл халиф Язид III.
Совместно с шиитами мутазилиты помогли свергнуть Омейядов и привести к власти Аббасидов в 750 году. Новая династия поначалу довольно холодно относилась к мутазилитам, однако уже при халифе аль-Мамуне (813—833) положение мутазилитов значительно улучшилось: некоторые из них занимают ответственные должности, их деятельность наряду с деятельностью других мыслителей-рационалистов поощряется государством. Более того, во время правления аль-Мамуна мутазилиты фактически ненадолго стали господствующим учением в исламском мире. Такое положение сохранялось и при халифах аль-Мутасиме и аль-Васике, но после восшествия на престол аль-Мутаваккиля, они опять начали подвергаться гонениям.
Во времена правления Буидов процветала мутазилитская школа Абдул-Джаббара ибн Ахмада (ум. в 1025 г.).
Идеи мутазилитов нашли отражение в воззрениях йеменских зейдитов, а в XII—XIII веках получили распространение в Хорезме.
На протяжении всей истории данного направления в мутазилизме существовало множество соперничавших между собой группировок. В IX—X веках главными школами мутазилизма были басрийская (хусейния) и багдадская (бахшамия). Басрийскую школу представляли Муаммар ибн Аббад (ум. в 830 г.), Абу-ль-Хузайл аль-Аллаф (ум. в 835 г. или ок. 845 г.), аль-Джахиз (ум. ок. 868 г.), Абу Али аль-Джуббаи (ум. в 915 г.) и его сын Абу Хашим аль-Джуббаи (ум. в 933 г.). К багдадской школе, которую основал Бишр ибн аль-Мутамир (ум. после 825 г.), принадлежали Сумама ибн аль-Ашрас (ум. ок. 828 г.), Абу Муса аль-Мурдар (ум. в 840 г.), Ахмад ибн Абу Дуад (ум. в 854 г.), Абу-ль-Хусейн аль-Хайят (ум. ок. 932/933 г.) и Абу-ль-Касим аль-Кааби (ум. ок. 931 г.). Представление о содержании дискуссий между этими двумя школами даёт книга мутазилита Абу Рашида ан-Нашапури (ум. ок. 1024 г.) «аль-Маса́иль фи-ль-хиля́ф байна-ль-басриййи́н ва-ль-багдадиййи́н» (араб. المسائل في الخلاف بين البصريين والبغداديين‎).

## Пять основоположений мутазилизма
1. Справедливость (араб. العدل‎, аль-‘адль): божественная справедливость предполагает свободу человеческой воли, способность Бога творить только наилучшее (аль-аслах) и невозможность нарушения Богом установленного им извечного порядка вещей[9];
2. Единобожие (араб. التوحيد‎, ат-таухид): строгий монотеизм мутазилитов отрицает не только политеизм и антропоморфизм, но также — вечность божественных атрибутов, в том числе отрицает вечность атрибута речи, поэтому мутазилиты говорят о сотворённости Корана[9];
3. Обещание и угроза (араб. الوعد والوعيد‎, аль-ва‘д ва-ль-ва‘ид): Бог непременно осуществит свои обещание и угрозу, если он обещал покорным рай, а непокорным угрожал адом; ни ходатайство Пророка, ни милосердие Всевышнего не в состоянии изменить характер воздаяния за совершённые человеком деяния; это основоположение сближало мутазилитов и хариджитов[9];
4. Промежуточное состояние (араб. المنزلة بين منزلتين‎, аль-манзиля байна-ль-манзилатайн), или Наименования и суждения (аль-асма ва аль-ахкям): мусульманин, совершивший тяжкий грех, выходит из числа верующих, но не становится неверующим, находясь в «промежуточном состоянии» между ними[9];
5. Повеление одобряемого и запрещение порицаемого (араб. الأمر بالمعروف والنهي عن المنكر‎, аль-амр би-ль-ма‘руф ва-н-нахи ‘ан аль-мункар): мусульманин обязан способствовать всеми средствами торжеству добра и бороться со злом; это положение — общее для шиитов, хариджитов и мутазилитов[9].